# Gare d’Iwuy
Gare d’Iwuy vasútállomás Franciaországban, Iwuy településen.

## Vasútvonalak
Az állomást az alábbi vasútvonalak érintik:
- Busigny-Somain-vasútvonal

## Kapcsolódó állomások
A vasútállomáshoz az alábbi állomások vannak a legközelebb:
- Gare d’Escaudœuvres
- Gare de Bouchain